# Lynn Nottage

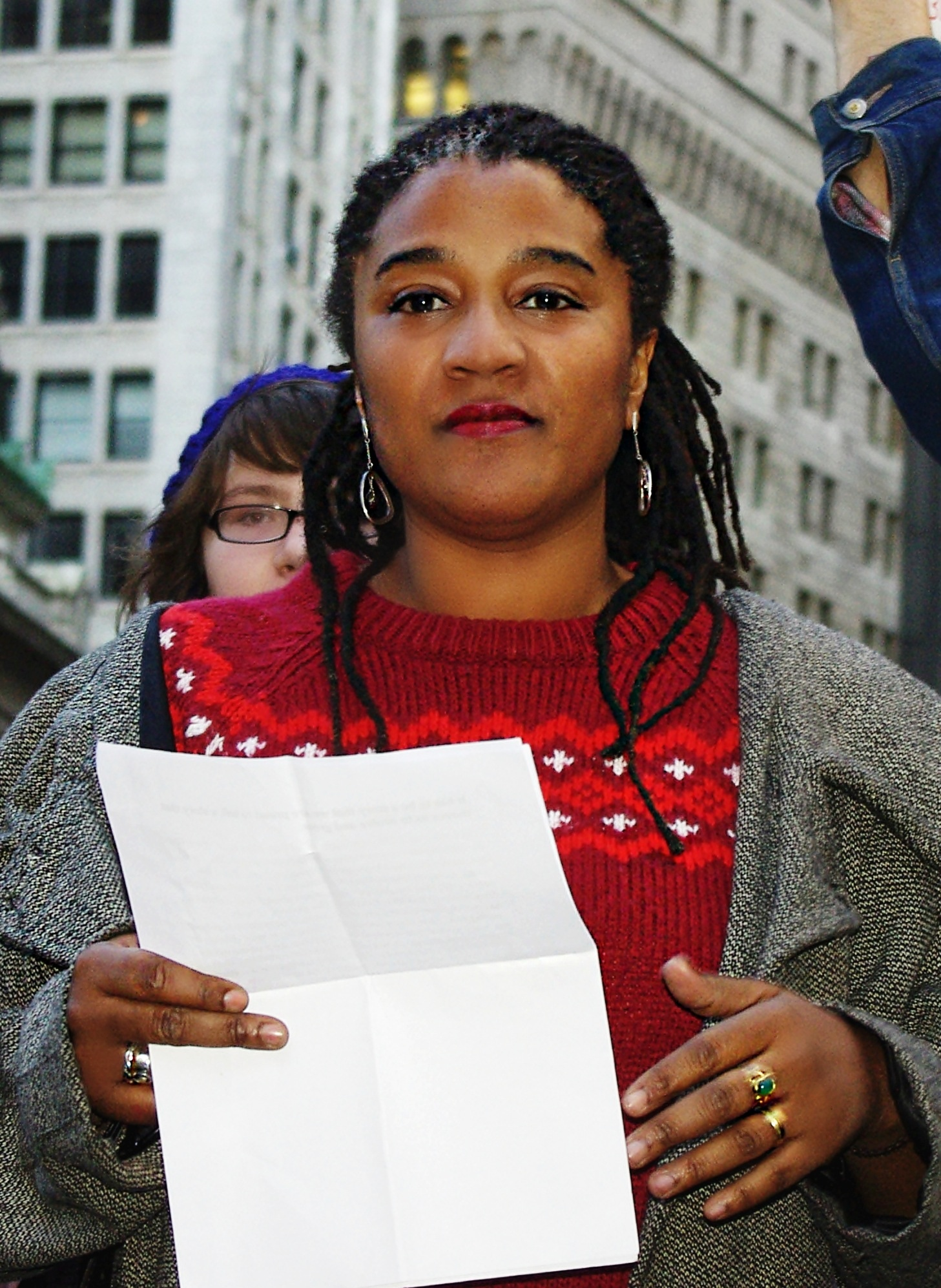
Lynn Nottage (2011)

Lynn Nottage (* 2. November 1964 in Brooklyn, New York City) ist eine US-amerikanische Dramatikerin.
Für ihr Theaterstück Ruined wurde 2009 sowohl mit dem Joseph Jefferson Award und dem New York Critics’ Circle Award als auch dem Pulitzer-Preis für Theater ausgezeichnet. Für Sweat erhielt sie den Pulitzer-Preis für Theater 2017.

## Leben
Nach dem Schulbesuch absolvierte sie ein Studium an der The High School of Music & Art sowie der Brown University und schloss dieses Studium 1986 ab. Nach einem weiteren Studium an der Yale School of Drama begann sie einige Jahre später mit dem Verfassen von Theaterstücken, die an verschiedenen Theatern des Off-Broadway wie Playwrights Horizons uraufgeführt und gespielt wurden. 1999 erhielt sie als finanzielle Unterstützung ein einjähriges Stipendium des National Endowment for the Arts/Theatre Communications Group (NEA/TCG–Fellowship).
Für ihr 2003 uraufgeführtes Stück Intimate Apparel erhielt sie 2004 den New York Critics’ Circle Award für das beste Theaterstück. 2007 erhielt sie eine MacArthur Fellowship, ein fünfjähriges Stipendium der John D. und Catherine T. MacArthur Foundation. Ihr bisher größter Erfolg war das Drama Ruined, für das sie 2009 sowohl mit dem Joseph Jefferson Award und dem New York Drama Critics’ Circle Award als auch dem Pulitzer-Preis für Theater ausgezeichnet wurde.
2017 erhielt sie für Sweat erneut einen Pulitzer-Preis. Ebenfalls 2017 wurde sie in die American Academy of Arts and Sciences gewählt. Seit 2018 ist sie Mitglied der American Academy of Arts and Letters.

## Dramen
- 1993: Poof!
- 1998: Crumbs From The Table Of Joy
- 1998: Mud, River, Stone
- 2002: Becoming American
- 2002: Las Meninas
- 2002: Snapshot
- 2003: Intimate Apparel
- 2004: The Antigone Project
- 2005: Fabulation or, The Re-Education of Undine
- 2005: Por’Knockers
- 2006: Give Again?
- 2006: Point of Review
- 2008: By The Way, Meet Vera Stark
- 2009: Ruined
- 2010: The Children’s Monologue
- 2011: The Odds
- 2015: Sweat
- 2021: Clyde’s

## Musicals
- 2019: The Secret Life of Bees
- 2022: MJ – Das Michael Jackson Musical